# Цвиллинг, Габриэль
Габриэль Цвиллинг , также известный как Габриэль Дидимус ( ок.  1487 — 1 мая 1558) — немецкий протестантский деятель.

## Биография
Получил образование в Виттенберге и Эрфурте .
Он, как и Мартин Лютер , был членом ордена августинцев , который покинул в 1521 году.
Цвиллинг стал видным участником Виттенбергского движения в середине 1521 года, когда Лютер был закреплен в Вартбурге после Вормсского сейма . Вместе с Андреасом Карлштадтом Цвиллинг направил движение в более радикальном направлении.  
В январе 1522 года он участвовал в иконоборчестве в Виттенберге.
Когда Лютер вернулся в Виттенберг и восстановил контроль в марте 1522 года, Цвиллинг публично признал свои ошибки и поддержал более консервативное видение реформ Лютера. Он стал предигером («проповедником») в Альтенбурге в 1522 году и переехал в Торгау в 1523 году, где последовательно стал предигером , пастором (1525 г.) и суперинтендантом (1529 г.). Он женился на вдове бывшего советника и канцлера Фридриха III Иеронима Руделауфа (около 1450–1523) из Франкенберга. У пары родился сын Пауль Цвиллинг (1547–1581). Он был отстранен от своей последней должности, потому что выступал против Лейпцигского переходного периода 1549 года. Цвиллинг умер в Торгау.